# Chilo costifusalis
Chilo costifusalis là một loài bướm đêm trong họ Crambidae.